# Беспрецедентная защита крепости Дойчкройц
«Беспрецедентная защита крепости Дойчкройц» (нем. Die Beispiellose Verteidigung der Festung Deutschkreuz) — короткометражный фильм режиссёра Вернера Херцога, снятый в 1966 году. Ленту характеризуют как «сатиру на состояние войны и мира и на связанный с этим абсурд».

## Сюжет
Группа молодых людей проникает на территорию заброшенного замка Дойчкройц, который сильно пострадал во время Второй мировой войны, и «занимает круговую оборону». Они переодеваются в военную форму, вооружаются винтовками и пулемётами, маршируют и ожидают нападения врага. Действие сопровождается ироничным закадровым комментарием, который обвиняет врага в бездействии и невыполнении своей первостепенной задачи — нападать на обороняющихся.